# 二次無理數
數論上，二次無理數（quadratic irrational）是某些有理數係數的一元二次方程的根。若將所有係數乘以分母的最小公倍數，即可將係數轉換為整數。因此所有二次無理數都可以表示成{\displaystyle {\frac {a+b{\sqrt {c}}}{d}}}
其中
{\displaystyle a,b,c,d}為整數，
{\displaystyle c}是無平方數因數的數
{\displaystyle d}不為零。
若c為正數，所得的是實二次無理數，若c為負數，所得的是複二次無理數。二次無理數是可數集。
1770年，拉格朗日證明一個數字能表示成循環連分數，若且唯若此數為實二次無理數。例如{\displaystyle {\sqrt {3}}=1.732\ldots =[1;1,2,1,2,1,2,\ldots ]}。

## 外部連結
- 計算二次無理數的連分數形式（页面存档备份，存于）

## 文內注釋
1. ↑  Kenneth H. Rosen. Elementary Number Theory and Its Applications.